# Declan Brooks
Declan Brooks (* 10. Juli 1996 in Portsmouth) ist ein britischer BMX-Freestyle-Fahrer. 2021 gewann er die olympische Bronzemedaille in der Teildisziplin Park.

## Werdegang
Brooks stammt aus dem südenglischen Portchester nahe Portsmouth, wo er als Kind im örtlichen Southsea Skatepark mit dem BMX-Sport begann. Ab dem Alter von etwa 13 Jahren trat er – unterstützt von seinen Eltern – zu internationalen Amateur- und Profiwettkämpfen an. Nach erfolgreichen Starts unter anderem mit Finalteilnahmen bei Wettkämpfen der FISE World Series wurde er im April 2018 in das sechsköpfige BMX-Freestyle-Team von British Cycling aufgenommen, das der britische Radsportverband mit Blick auf die für 2020 angesetzte Olympiapremiere der Disziplin zusammenstellte. Kurz danach brach sich Brooks bei einem Trainingssturz in Corby (wohin er wegen besserer Trainingsmöglichkeiten gezogen war) ein Bein und fiel für sechs Monate aus. Bei seiner Rückkehr in den Weltcup im November 2018 erreichte er in Chengdu hinter Jake Wallwork und Dennis Enarson den dritten Rang. 2019 gewann er die Bronzemedaille bei den BMX-Freestyle-Europameisterschaften in Cadenazzo, stand beim Weltcup in Chengdu als Zweiter erneut auf dem Podest und platzierte sich bei den Weltmeisterschaften am gleichen Ort auf Rang zehn. Im Vorfeld der wegen der COVID-19-Pandemie auf 2021 verschobenen Olympischen Spiele in Tokio zog er sich bei der WM in Montpellier bei einem Double-Backflip eine Gehirnerschütterung zu. Er kehrte nach zwei Wochen ins Training zurück und gewann beim olympischen Wettkampf hinter dem Australier Logan Martin und Daniel Dhers aus Venezuela die Bronzemedaille. 2023 holte er bei den Europameisterschaften erneut die Bronzemedaille.
Bevor Brooks in das Förderprogramm von British Cycling aufgenommen wurde, war er unter anderem Teil der BMX-Show im Cirque du Soleil und Stuntfahrer für den Film Mary Poppins’ Rückkehr. 2017 trat er als Kandidat in der britischen Version der Datingshow Take Me Out auf.

## Erfolge
2019
- Europameisterschaften – BMX-Freestyle Park

2021
- Olympische Spiele – BMX-Freestyle

2023
- Europameisterschaften – BMX-Freestyle Park